# Heinrich Aebli
Heinrich Aebli (* 26. September 1933 in Glarus) ist ein Schweizer Politiker (FDP) Kantonsschullehrer und Buchhändler aus dem Kanton Glarus.

## Biografie
Heinrich Aebli studierte Biologie an der Universität Zürich und schloss mit einem Doktortitel ab. Hauptberuflich war er Kantonsschullehrer und von 1968 bis 1999 Geschäftsführer der Buchhandlung Baeschlin; seine erste Ehefrau, mit der er 41 Jahre verheiratet war, gehört deren Besitzerfamilie an.
An der Glarner Landsgemeinde 1970 wurde er in den Regierungsrat und somit zum Nachfolger des zurücktretenden Dietrich Stauffacher gewählt. Er leitete die Polizeidirektion und schied nach einem Jahr aus. 1986–2002 amtierte er als Gemeindepräsident des Kantonshauptortes Glarus. Ausserdem war er mehrere Jahre im Landrat, dem Glarner Kantonsparlament.
Dass der General Alexander Wassiljewitsch Suworow 1799 mit seinen Truppen im Glarnerland Station machte, nahm Aebli zum Anlass, eine Partnerschaft zwischen Glarus und Kobryn – wo Suworow ein Anwesen besass – zu initiieren. 1990, nachdem der Eiserne Vorhang gefallen war, äusserte Aebli an einer Gemeinderatssitzung den Wunsch, nach Kobryn zu reisen. Er konnte für sein Vorhaben zwei einheimische Männer gewinnen. Heute ist er mit dieser belarussischen Stadt eng verbunden. Durch seine Initiative werden ausgemusterte Fahrzeuge und andere technische Anlagen dorthin exportiert. Auch das in Kobryn stehende Hotel Suworow ist ein Verdienst Aeblis. Seit 2003 ist er in zweiter Ehe mit einer Belarussin verheiratet und lebt mit ihr in Glarus.